# Zdravko Hebel
Zdravko Hebel (Zagreb, 21 januari 1943 – 12 augustus 2017) was een Joegoslavisch waterpolospeler.
Zdravko Hebel nam als waterpoloër eenmaal deel aan de Olympische Spelen van 1968. Hij eindigde met het Joegoslavisch team op de eerste plaats.
In de competitie kwam Hebel uit voor Mladost, Zagreb.
Hij overleed in augustus 2017 op 74-jarige leeftijd. 
Ozren Bonačić · 
Dejan Dabović · 
Zdravko Hebel · 
Zoran Janković · 
Ronald Lopatni · 
Uroš Marović · 
Đorđe Perišić · 
Miroslav Poljak · 
Mirko Sandić · 
Karlo Stipanić · 
Ivo Trumbić